# 丙羟比妥
丙羟比妥（英语：Proxibarbital或Proxibarbal），或译丙氧巴比妥，是一种巴比妥类衍生物，于1956年首次合成。它具有抗焦虑特性，与大多数巴比妥类药物相比，几乎没有催眠作用。它也以与布他比妥类似的方式用于治疗偏头痛。哇洛凡在体内异构化为丙羟比妥。